# Ablepharus bivittatus
Ablepharus bivittatus är en ödleart som beskrevs av Ménétries 1832. Ablepharus bivittatus ingår i släktet Ablepharus och familjen skinkar.
Denna skink förekommer i nordvästra Iran och i angränsande områden av Armenien, Azerbajdzjan och Turkiet. Arten lever i bergstrakter mellan 2000 och 3600 meter över havet. Individerna vistas i torra stäpper, halvöknar och buskskogar. I norra delen av utbredningsområdet hittas Ablepharus bivittatus ofta i landskap som domineras av växter från vedelsläktet. Honor lägger fyra eller fem ägg per tillfälle.
Beståndet hotas regionalt av landskapets omvandling till jordbruksmark. Populationen minskar men den anses fortfarande vara stor. IUCN kategoriserar arten globalt som livskraftig.

## Underarter
Arten delas in i följande underarter:
- A. b. bivittatus
- A. b. lindbergi